# Шлесере, Инесе
Инесе Шлесере (латыш. Inese Šlesere; род. 2 августа 1972, Рига) — латвийская модель, филолог и политик.

## Биография

### Ранние годы
Инесе родилась 2 августа 1972 года.
В 1991 году она представляла Латвию на конкурсе «Мисс мира». В 1993 году она получила титул «Мисс Латвия». В 1999 году участвовала в конкурсе «Мисс мира», где заняла второе место.
С 2001 по 2002 год она была внештатным советником министра юстиции Ингриды Лабуцки по вопросам усыновления. До 2002 года она занимала должность директора Департамента методического руководства сиротскими и волостными судами Министерства юстиции Латвии.
В 2002 году Инесе получила степень магистра английской филологии в Латвийском университете.

### Политическая карьера
В 2002 году Шлесере начала политическую деятельность. Она участвовала в выборах 2002 года и была избрана по списку Латвийской Первой партии. Она работала в Комиссии по государственным расходам и аудиту. В 2004 году Шлесере была одним из депутатов в Европейском парламенте от Латвии в течение двух месяцев, с момента вступления Латвии в Европейский союз и до начала нового созыва. В сентябре 2006 года, она сложила с себя полномочия депутата незадолго до выборов.
В 2006 году она участвовала в выборах и была избрана по списку Латвийской первой партии. Вскоре после этого она сложила с себя депутатский мандат в связи с рождением ребёнка и уходом в отпуск по уходу за ним. На это время её сменил Вячеслав Степаненко. Шлесере вернулась в Сейм в 2008 годау. После возвращения в Сейм, она работала в Юридической комиссии, а также в Комиссии по реализации Закона о гражданстве.
В 2007 году, внимание общественности привлек случай вырубки около 70 деревьев на земельном участке, принадлежащем Айнару Шлесерсу и его супруге Инесе, для застройки участка в защитной зоне морских дюн. Это действие вызвало широкое общественное осуждение.
В 2010 году Шлесере участвовала в парламентских выборах, и была избрана по списку объединения «За хорошую Латвию». Она работала в Юридической комиссии, а также в Комиссии по обеспечению соблюдения закона о гражданстве. 14 апреля 2011 года она опять сложила с себя депутатский мандат в связи с рождением ребёнка. В это время её место в Сейме занимал Андрис Берзиньш.
В 2016 она попала в скандал, из-за того, что во время визита в Россию, она во время церемонии традиционного завтрака, молилась за Владимира Путина и российское правительство.

## Личная жизнь
В июле 1992 года встретила своего будущего супруга Айнарса Лещинского. Вскоре Айнарс сделал ей предложение. 21 ноября того же года они поженились и переехали в Норвегию. После свадьбы, Айнарс принял фамилию жены, из-за трагедии в его семье. Через год родился у них первенец, и пара вернулась в Латвию.
Семья придерживается христианских ценностей. У супругов пятеро детей: Эдвард (род. 1993), Ричард (род. 1997), Герхард-Даниэль (род. 2006) и Марк-Леонард (род. 2011) и дочь Элизабет (род. 2013).